# Ларюшино
Ларюшино — деревня в Одинцовском районе Московской области, в составе сельского поселения Ершовское. Население 54 человек на 2006 год, в деревне числятся 2 садовых товарищества. До 2006 года Ларюшино входило в состав Аксиньинского сельского округа.
Деревня расположена на северо-западе района, в 8 километрах на северо-восток от Звенигорода, высота центра над уровнем моря 172 м.
Впервые в исторических документах деревня встречается в переписной книге 1678 года, как вотчина путного ключника И. Ф. Боркова сельцо Лаврюшкино, в котором был лишь барский двор и 14 холопов. По Экономическим примечаниям 1800 года было 6 дворов, жителей — 43 мужчины и 36 женщин. На 1852 год в сельце числилось 12 дворов, 43 души мужского пола и 41 — женского, в 1890 году — 92 человека. По Всесоюзной переписи 17 декабря 1926 года числилось 16 хозяйств и 88 жителей, по переписи 1989 года — 6 хозяйств и 15 жителей.